# Variátor (převodovka)

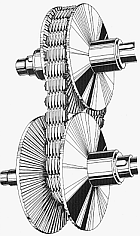
Variátor

Variátor je typ převodovky se spojitě (plynule) proměnným převodovým poměrem, tedy s plynulou změnou převodového poměru mezi vstupní a výstupní hřídelí variátorové převodovky v obou směrech (nahoru i dolů).
Jako variátor se označují pouze převodovky pracující na mechanickém principu; jiným řešením převodu se spojitě měnitelným převodovým poměrem může být hydrodynamický měnič nebo elektrický přenos výkonu.

## Použití
- u strojních zařízení (stroje)
- u některých automobilů
- u některých skútrů a motocyklů
- u golfových vozíků

## Konstrukce variátorů

### Párová kuželová kola

#### Princip funkce
Principem funkce je přenos točivého momentu a otáček jako u řemenice. Rozdílem v tomto případě (na rozdíl od klasické řemenice) je ten, že se využívá proměnného poloměru (průměru) řemenice na straně hnaného i hnacího kola.

#### Konstrukce
Konstrukce využívá páru kuželových kol (na straně hnací i hnané), které dohromady tvoří drážku pro vedení řemenu. Kola jsou orientována vrcholy proti sobě tak, aby bylo vytvořeno úžlabí pro řemen. Změnou vzdálenosti mezi kužely je dosaženo změny poloměru (průměru) přes který je veden řemen. Poloha kuželů na straně hnané i hnací hřídele musí být taková, aby obvodová vzdálenost převodu, byla shodná s délkou (obvodem) řemenu.

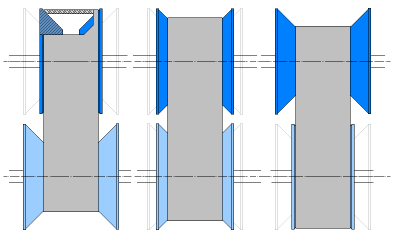
Schema variátoru s párovými kuželovými koly.
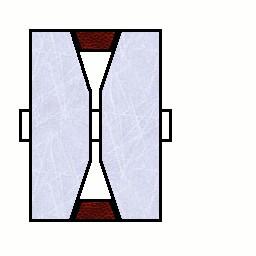
Řemen na vnějším obvodu kužele/kola.
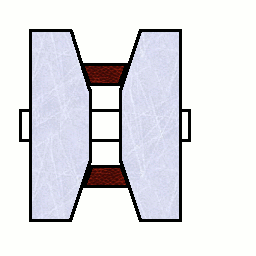
Řemen na vnitřním obvodu kužele/kola.
Princip variátoru (levé kolo má konstantní úhlovou rychlost)

### Protilehlá kuželová kola

#### Princip funkce
Princip je ve využití dvou rotujících kuželů, které jsou zrcadlově uloženy ve dvou osách, ve stejné rovině. Přenos mezi povrchem jednotlivých kuželů je realizován řemenem nebo vloženým kolem.

#### Přenos řemenem
Přenos se realizuje řemenem, který je veden vodícími saněmi, které zajišťují polohu řemenu v poloze, odpovídající požadovanému převodu. Vodící saně se pohybují mezi levým a pravým okrajem kuželů, přičemž, je-li řemen na největším poloměru (průměru) jednoho kužele, je zároveň na nejmenším poloměru (průměru) druhého kužele a naopak. Změnou polohy řemene, na obvodu kuželů, kolmo na jejich osu, je možno měnit převodový poměr.

#### Přenos vloženým kolem
Přenos se realizuje vloženým kolem, které je posouváno mezi kužely, a to tak, je-li vložené kolo na největším poloměru (průměru) jednoho kužele, je zároveň na nejmenším poloměru (průměru) druhého kužele a naopak. Změnou polohy vloženého kola v rovině os kuželů, je možno měnit převodový poměr. Osa, po které se posouvá vložené kolo, je pevná.

#### S jedním kuželem
Řešení s jedním kuželem je modifikovaná verze předchozího příkladu. V tomto případě je funkce vloženého kola změněna, a toto kolo je uloženo na drážkové hřídeli, která umožňuje přenos kroutícího momentu a zároveň posuv kola ve směru osy. Tím je umožněna změna dotykového bodu kola s povrchem kuželu, a tím i změna převodového poměru. V tomto případě je průměr D1 konstantní.

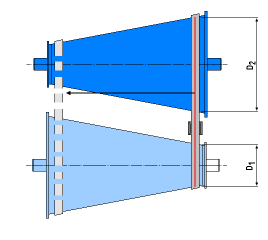
Schema variátoru s protilehlými kuželovými koly, přenos řemenem.
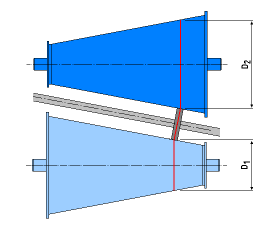
Schema variátoru s protilehlými kuželovými koly, přenos vloženým kolem.
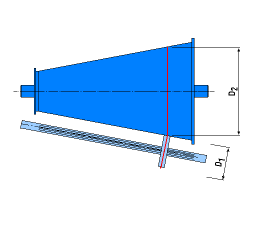
Schema variátoru s jedním kuželem.
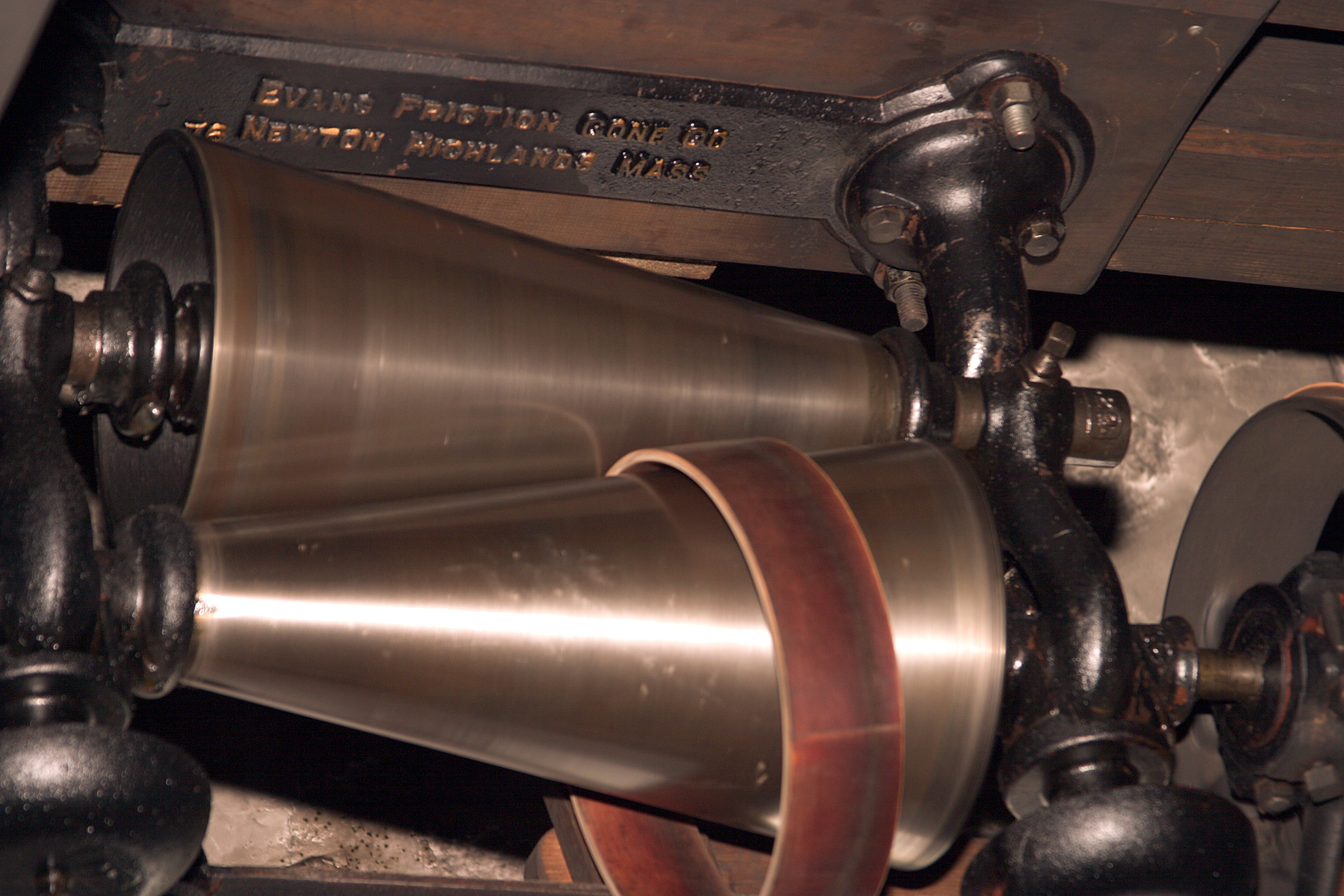
Variátor s vloženým řemenem místo vloženého kola.
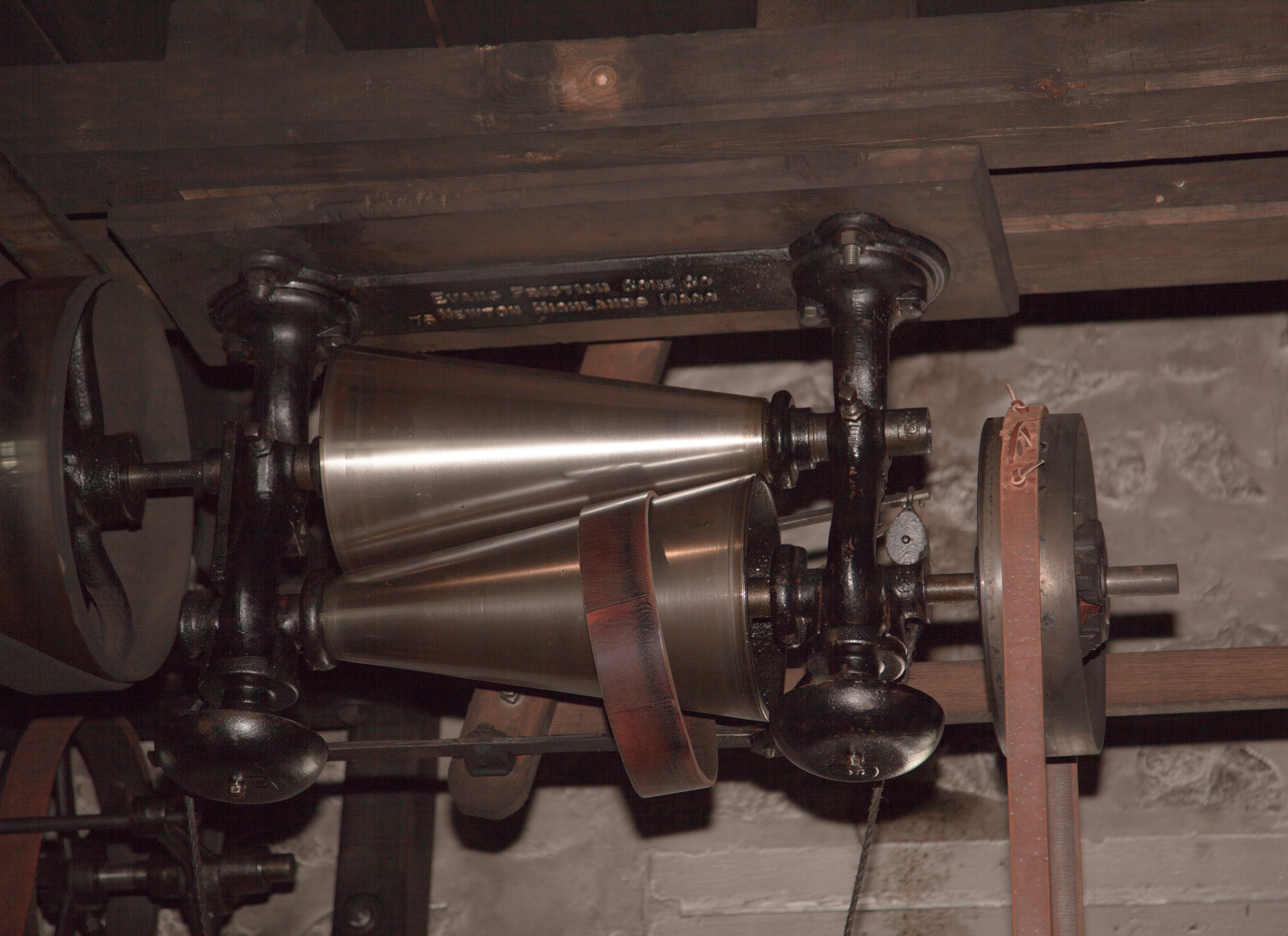
Variátor s vloženým řemenem místo vloženého kola.

### Talířovitá konstrukce

#### Přenos vloženým kolem
Přenos se realizuje vloženým kolem, které je posouváno na spojnici os talířovitých kol. Konstrukce dovoluje jak plynulou změnu převodového poměru ale i změnu směru otáčení. Osa, po které se posouvá vložené kolo je pevná.

– pokud je vložené kolo mezi osou vstupní a výstupní hřídele (značeno zeleně) je směr otáčení vstupní a výstupní hřídele shodný.

– pokud je vložené kolo vně za osou hřídele (značeno červeně) je směr otáčení hřídelí protiběžný.

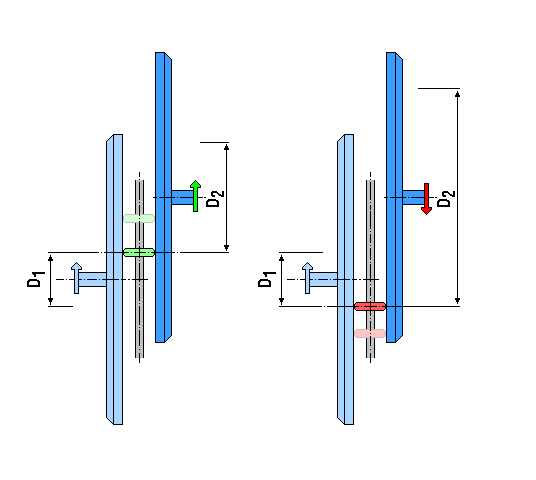
Schema variátoru s talířovitými koly, přenos vloženým kolem

### Sférická konstrukce

#### Přenos vloženým kolem
Konstrukční řešení je velmi blízké konstrukci planetové převodovky. Mezi unašeči na vstupní a výstupní hřídeli je vloženo kolo, které zapadá do kruhového vybrání v ploše unašečů. Úhlem natočení vloženého kola je možno měnit poměr poloměrů (průměrů) na vstupní a výstupní straně unašečů a tím i plynule měnit převodový poměr. Pro konstrukci je nutno použít alespoň tří vložených kol.

#### Přenos vnějšími kužely
Konstrukce principiálně vychází z konstrukce variátoru s jedním kuželem. Řešení však spočívá v tom, že jsou použity tři nebo více vnějších kuželů, které jsou rovnoměrně rozmístěny po obvodu vloženého kola. Změnou polohy vloženého kola (ve směru osy se pohybuje na drážkované hřídeli) se dosahuje změny převodového poměru. V tomto případě je průměr D1 konstantní. Pro přenos kroutícího momentu z vnějších kuželů je použito další vložené kolo, které se kuželů dotýká stále ve stejném místě (nemá tedy proměnný převodový poměr). Toto kolo může být nahrazeno i ozubeným převodem.
| • 1 - | vstupní hřídel    | • 3 - | vložené kolo posuvné | • 5 - | vložené kolo pevné |
| • 2 - | drážkovaná hřídel | • 4 - | vnější kužely        | • 6 - | výstupní hřídel    |

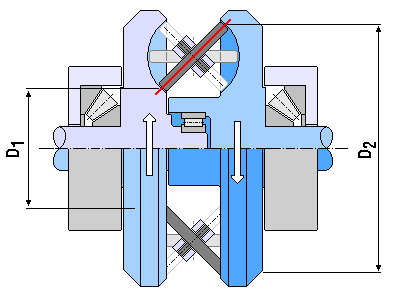
Schema sférického variátoru, přenos vloženým kolem
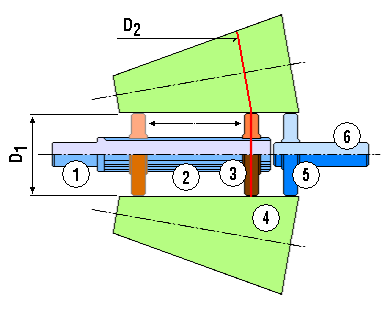
Schema sférického variátoru, přenos vnějšími kužely
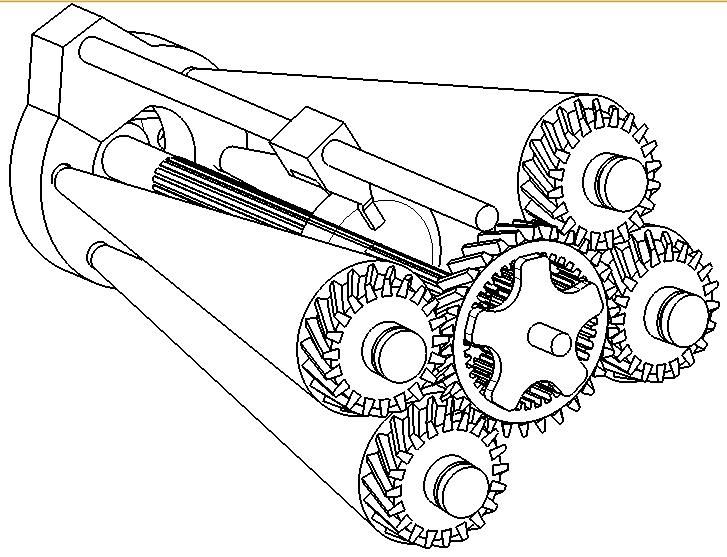
Nákres sférického variátoru, přenos vnějšími kužely
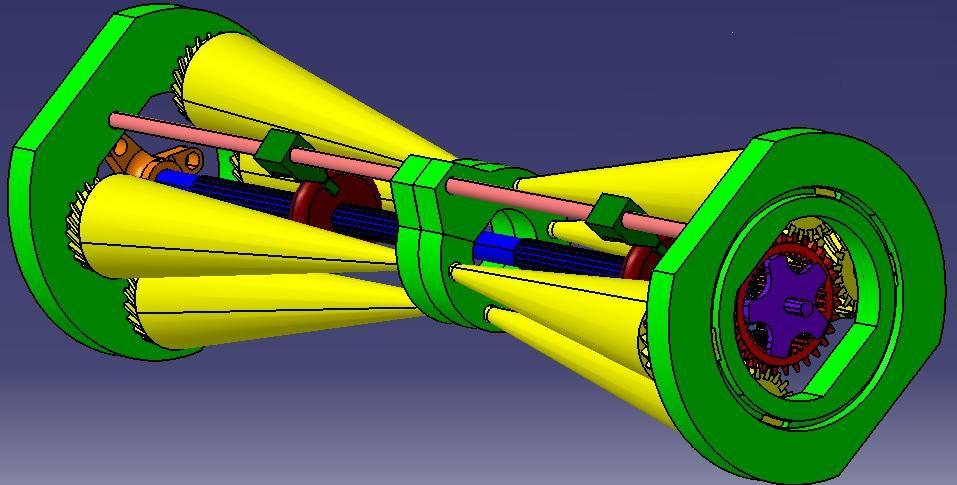
Dvojitý sférický variátor přenos vnějšími kužely .

### Variátory s kuželovými satelity

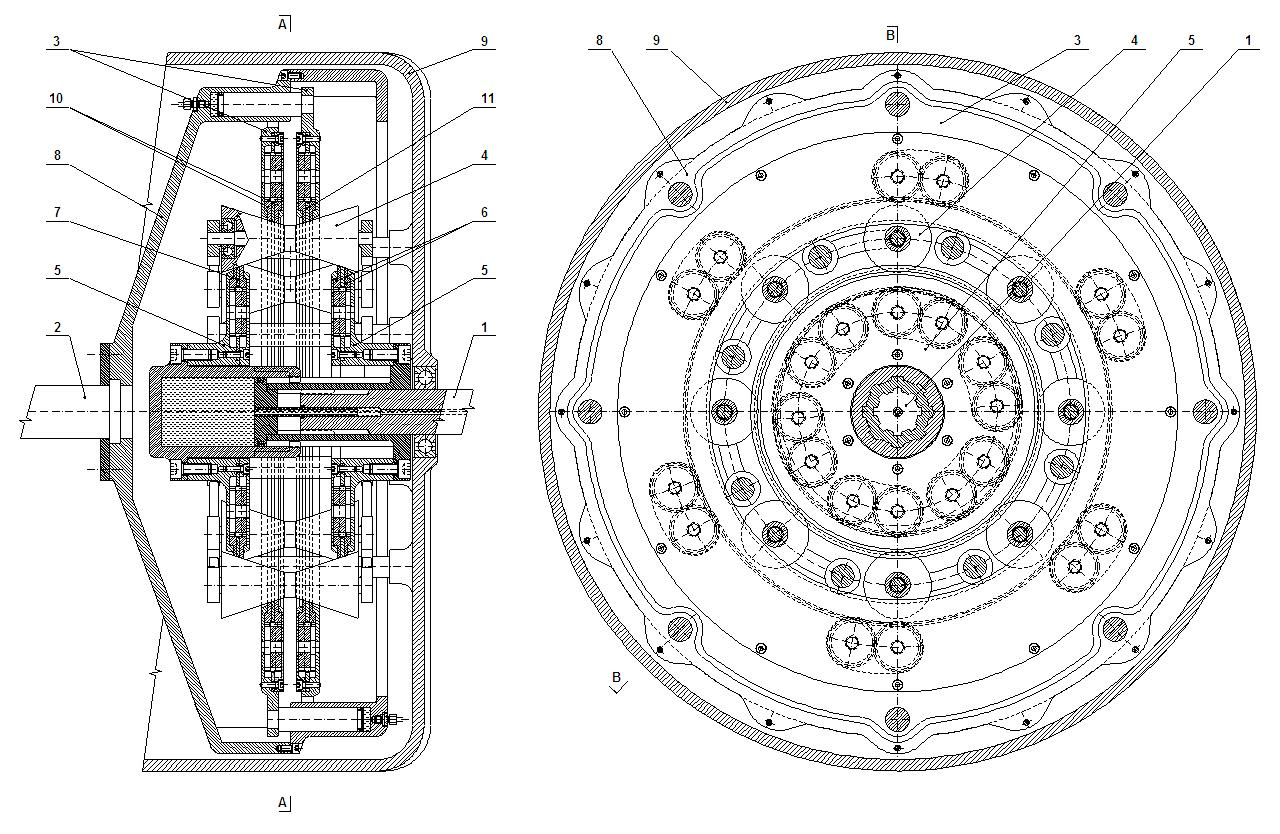
Variátor CVT s kuželovými satelity

#### CVT
Jde o spojitě měnitelný převod s tuhými frikčními členy uspořádanými jako planetové soukolí. Jeho satelity mají tvar hladkých komolých kuželů, s nimiž v záběru je úzké centrální kolo a na obvodu úzký věnec. Centrální kolo i věnec se při změně převodového poměru posouvají v axiálním směru navzájem protisměrně, což je umožněno pohyblivostí os kuželů v radiálním směru. V zájmu neutralizace axiálních sil na ložiska se tento variátor realizuje jako symetricky zdvojený, viz obrázek vpravo.
Hladké neozubené satelity mají tvar dvojitých komolých kuželů. Hřídele těchto dvojkuželů 4 jsou do skříně 9 namontovány prostřednictvím kyvných ramen, aby mohly měnit svou vzdálenost od osy rotace. Zvnějška jsou dvojkužele 4 v kontaktu s dvojicí symetricky umístěných, axiálně posuvných věnců 3. spojených prostřednictvím bubnu 8 s výstupní hřídelí 2. Obdobně jsou zevnitř dvojkužele 4 v záběru s dvojicí hladkých centrálních kol 5 navzájem protisměrně posuvných na vstupní hřídeli 1. Disky centrálních kol i věnce musí být úzké, aby se příliš nelišily převodové poměry na jejich okrajích. Pro přenos většího točivého momentu je však žádoucí zvětšit styčnou plochu. Proto jsou obě centrální kola 5 složena ze tří kotoučů. Prostřední kotouč 7 je upevněn na náboj centrálního kola. Krajní kotouče 6 jsou navzájem propojeny ozubeným diferenciálem vyrovnávajícím odlišné převodové poměry kotoučů 6. Obdobně jsou řešeny věnce 3.
U této koncepce je axiální posuv věnců i centrálních kol ovládán hydraulicky. Regulační systém řídí přítlak frikčních členů podle přenášeného momentu a též kompenzuje vliv odstředivé síly na tlak v obvodových válečcích. V zájmu rovnoběžného posuvu věnců i při nestejných pasivních odporech jsou válečky individuálně plněny paralelními pístkovými čerpadly.

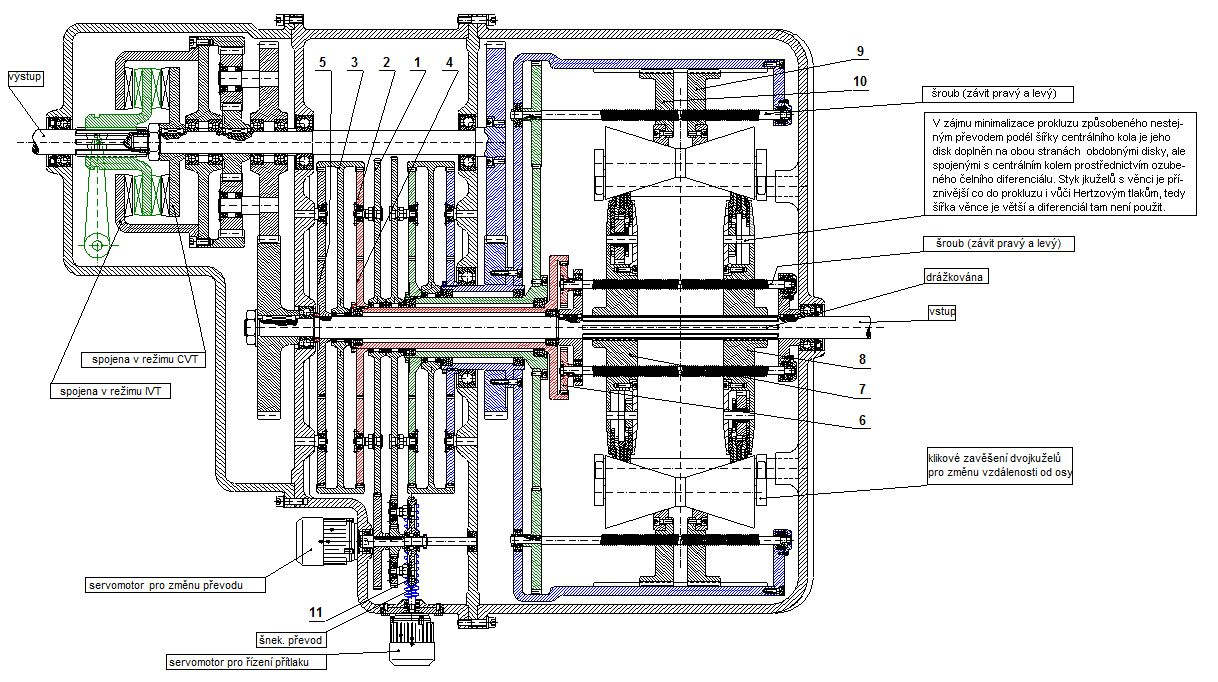
Variátor IVT

#### IVT
Mechanické ovládání přítlaku i převodového poměru znázorňuje následující obrázek. Jde v tomto případě o systém s přepínatelnými režimy CVT (Continuously Variable Transmission – spojitě měnitelný převod s omezeným převodovým rozsahem) a IVT (Infinitely Variable Transmission), u nějž je rozsah převodových poměrů neomezený, ale má horší účinnost.
Funkce mechanismu pro změnu převodu: Když servomotor pootočí ozubeným kolem 1, odvalí se satelit 2 uvnitř korunového kola 3, takže pootočí centrálním kolem 4 vůči sousednímu centrálnímu kolu 5 spojenému se vstupní hřídelí, která je umístěna v nejvnitřnější z dutých hřídelí a spojena s centrálním kolem 4. Vzájemné natočení těchto hřídelí vede k pootočení kola 6 a s ním spojeného šroubu s pravým a levým závitem. To má za následek změnu vzájemné vzdálenosti centrálních třecích kol 7 a 8. Obdobně je nastavována vzájemná vzdálenost věnců 9 a 10.
Funkce mechanismu pro ovládání přítlaku: Zatímco při změně převodu je vzájemný axiální pohyb třecích centrálních kol opačný než u věnců (místo vzájemného přibližování jde o vzájemné oddalování a naopak), tak při změně přítlaku se věnec i jemu příslušné centrální kolo posouvají souhlasně (jde o mikropohyb). Ten je do systému vnesen diferenciálem, jehož unášeč 11 je poháněn přes šnekový převod příslušným servomotorem.
Mechanický systém regulace pomocí servomotorků je energeticky úspornější než systém hydraulický.
Variátor s kuželovými satelity díky velkému množství kontaktních třecích plošek nepotřebuje extrémně vysoké Hertzovy tlaky, což je výhodné z hlediska životnosti. Je prostorově i hmotnostně úsporný, snáší dobře vysoké otáčky, má příznivou účinnost a je schopen přenášet výrazně vyšší výkon než jiné spojitě měnitelné převody.